# Aase Birkenheier
Åse Birkenheier (* 3. Dezember 1944 in Tresfjord, Møre og Romsdal, Norwegen) ist eine norwegisch-deutsche Übersetzerin. Von 2010 bis 2016 war sie die 1. Vorsitzende der Deutsch-Norwegischen Gesellschaft e. V., Bonn.

## Schule, Studium
Nach dem Besuch der Volksschule in Tresfjord, der Realschule in Vestnes und dem Gymnasium in Molde machte sie 1964 dort das Abitur. Von 1965 bis 1968 studierte sie Germanistik und Anglistik an der Universität Oslo (UiO) und schloss mit dem Examen für das Lehramt (Hauptfach Deutsch, Nebenfach Englisch) ab.

## Weiterer Werdegang
Nach dem Umzug nach Deutschland folgte von 1969 bis 1971 das Referendariat in Koblenz. Anschließend unterrichtete sie bis 2010 die Fächer Deutsch und Englisch an verschiedenen Gymnasien und Realschulen in Rheinland-Pfalz. Über 30 Jahre leitete sie Norwegisch-Kurse für Anfänger und Fortgeschrittene an der Volkshochschule Koblenz.

## Privates
Sie lebt seit ihrer Heirat 1969 mit ihrem Mann in Koblenz; das Paar hat zwei Kinder.

## Übersetzertätigkeit
Seit 1990 ist sie als Übersetzerin tätig, zunächst gemeinsam mit Ingrid Sack, seit 1995 als freie und selbstständige Übersetzerin.
Für das Rosenheimer Verlagshaus hat sie acht Romane des Norwegers Johannes Heggland ins Deutsche übersetzt, darunter
- Der goldene Fjord. ISBN 978-3-475-53186-6.
- Gezeiten der Liebe. ISBN 978-3-475-53185-9.
- Im sanften Licht des Nordens. ISBN 978-3-475-53233-7.
- In der Weite des Nordens. ISBN 978-3-475-53264-1.
- Salziger Wind. ISBN 978-3-475-53267-2.
- Stürmische Wogen der Sehnsucht. ISBN 978-3-475-53234-4.

Ferner übersetzte sie diese drei Romane der Historikerin Kirsten A. Seaver
- mit Ingrid Sack: Die Gudrid-Saga. Limes-Verlag, 1997, ISBN 3-8090-2415-5.
- Insel, die von der Erde fiel. Limes Verlag, 1999, ISBN 3-8090-2448-1.
- Das Kuckuckskind. Bastei Lübbe, 2002, ISBN 3-404-14811-8.

sowie Margit Walsøs Buch
- Geliebter Voltaire. dtv, 2009, ISBN 978-3-423-21159-8.

und für den Projekte-Verlag (Halle) drei Romane von Åse Egeland
- Spuren im Sand. 2009, ISBN 978-3-86634-732-8.
- Tiger im Gepäck. 2011, ISBN 978-3-86237-531-8.
- Kinder wie Kristall. 2013, ISBN 978-3-95486-427-0.

2013 veröffentlichte die Edition Hamouda (Leipzig) von ihr eine neue Übersetzung norwegischer Märchen unter dem Titel Mit Espen Aschenbengel im Land der Trolle. 30 norwegische Volksmärchen von Peter Christen Asbjørnsen und Jørgen Moe, ISBN 978-3-940075-71-0.
Außerdem übersetzte Åse Birkenheier Novellen unter anderem von Karin Fossum und Eva Huseby. Sie schreibt häufig Buchbesprechungen für die Zeitschriften „Nordis“ und „dialog“.

## Mitgliedschaften
Seit 1984 ist sie Mitglied der Deutsch-Norwegischen Gesellschaft e. V., Bonn; von 2004 bis 2016 war sie in deren Vorstand aktiv.